# Тимирёв, Сергей Николаевич
Сергей Николаевич Тимирёв (14 мая 1875, Санкт-Петербург — 13 июня 1932, Шанхай) — русский морской офицер.
Мичман (11 сентября 1895), лейтенант (6 декабря 1899), старший лейтенант (15 июля 1907), капитан-лейтенант (6 декабря 1907), капитан 2 ранга (18 апреля 1910), капитан 1 ранга за отличие (22 марта 1915) со старшинством в чине (1 января 1915), контр-адмирал (9 октября 1917). Командующий Морскими силами белого движения на Дальнем Востоке (1918). Муж Анны Тимирёвой (1911—1918) и отец художника Владимира Тимирёва.

## Юность
Родился в семье капитан-лейтенанта Н. И. Тимирёва (1840—1879) в Санкт-Петербурге. Старший брат Константин — земский деятель, член Государственной Думы от Новгородской губернии.
Окончил Морской кадетский корпус, фельдфебелем, 3-м по успеваемости (11.09.1895). По окончании корпуса С. Н. Тимирёву была присуждена премия Адмирала Нахимова в размере 300 р.

## Служба во флоте
Зачислен в 7-й флотский экипаж (11.09.1895). Командир 1 роты броненосца «Полтава» (10.01—06.05.1896). На описной барже № 10 (04.05—03.10.1896). На крейсере «Россия»: вахтенный офицер (03.05—10.10.1897), младший штурманский офицер (10.10.1897—03.11.1899). 6 декабря 1899 года произведён в лейтенанты. Вахтенный начальник крейсера 2 ранга «Вестник» (01.05.1900—26.03.1901).
Переведён в Гвардейский экипаж (26.03.1901). Младший штурманский офицер: крейсера 2 ранга «Рында» (12.05 13.08.1901), Императорской яхты «Полярная Звезда» (23.08—07.10.1901). Старший штурманский офицер крейсера 2 ранга «Рында» (22.03—09.08.1902). Вахтенный начальник Императорской яхты «Полярная Звезда» (09.08—15.09.1902).
Старший штурманский офицер эскадренных броненосцев: «Император Александр II» (15.09.1902—01.02.1904), «Пересвет» (27.02—31.05.1904), «Победа» (31.05—04.10.1904). Старший офицер эскадренного броненосца «Победа» (04.10—25.11.1904). После гибели броненосца воевал на сухопутном фронте, при обороне Большого Орлиного Гнезда тяжело ранен и отравлен газами (точнее, дымом от подожжённого японцами войлока). «Во время войны я был в Порт-Артуре, по сдаче которого отправился добровольно в плен в Японию, не пожелав дать японцам слова не принимать участия в дальнейшей войне. После годового пребывания в плену по ратификации мирного договора я вернулся в Петербург и уже через два месяца был назначен на "Цесаревич"», — пишет он в воспоминаниях.
До начала Первой мировой войны Сергей Тимирёв — помощник старшего офицера эскадренного броненосца «Цесаревич» (06.05.1906—21.05.1907). Вахтенный начальник Императорской яхты «Александрия» (15.06—02.07.1907). 15 июля 1907 года произведён в чин старшего лейтенанта. Командир 2 роты Гвардейского экипажа (03.11—31.12.1907).
Старший офицер Императорской яхты «Штандарт» (31.12.1907—1910). 18 апреля 1910 года произведён в капитаны 2-го ранга. Командир учебного судна «Верный» (17.04.1912—29.06.1915). 22 марта 1915 года произведён в чин капитана 1-го ранга со старшинством с 1 января 1915 года.  Флаг-капитан по распорядительной части Штаба Командующего флотом Балтийского моря (29.06.1915—23.08.1916). Командир крейсера «Баян» (23.08.1916—1917). Участвовал на крейсере в обороне Моонзундского архипелага в 1917 г.

## После революции
В 1918 году С. Н. Тимирёв был назначен командующим Морскими силами Российского государства на Дальнем Востоке.
После Гражданской войны жил с весны 1920 года в Шанхае, последние десять лет своей жизни ходил на судах Китайского коммерческого флота. По его собственному свидетельству, «это был единственный случай, когда китайским пароходом командовал русский адмирал». Будучи старшим из русских морских офицеров, председательствовал в русской Кают-компании до 1931 г. По свидетельству его друга В. В. Романова, «в эмиграции жил нежной мыслью о сыне своём», радовался, что сын оказался «не в потерявшей лицо русской эмиграции», а остался в России, где он «будет полезен». Его воспоминания были изданы под названием «Воспоминания морского офицера. Балтийский флот во время войны и революции (1914—1918 гг.)» двумя изданиями. В августе 1924 г. закончил воспоминания «Четыре года на яхте "Штандарт"», которые считались утерянными, но несколько машинописных экземпляров в типографской обложке сохранилось. Скончался 13 июня [31 мая no ct.ct.] 1932 г. в 5 час. 30 мин. утра в Шанхае от рака горла. Похоронен на кладбище Лю-Кавэй (в 1950-х годах снесено).

## Отношения с А. В. Колчаком
Колчак и Тимирёв были знакомы со времени обучения в Морском кадетском корпусе. В Морском корпусе Колчак был старше одним выпуском; в последний год его учёбы оба состояли в одной роте: Колчак — фельдфебелем, Тимирёв — унтер-офицером. Во время обороны Порт-Артура сначала оба служили на военных кораблях и в мае 1904 г. должны были участвовать в одной рискованной экспедиции, в разработке которой и тот и другой принимали участие (отменена командующим). Последний период осады и Тимирёв, и Колчак провели на сухопутных позициях, часто встречались. При сдаче крепости оба оказались в госпиталях и попали в плен. В 1915—1916 гг. судьба связала их ещё теснее и сложнее — С. Н. Тимирёв был мужем Анны Васильевны Тимирёвой, у которой был продолжительный роман с Колчаком.

## Награды
- Орден Святого Станислава 3-й степени с мечами и бантом (20.12.1904),
- Орден Святой Анны 3-й степени с мечами и бантом (20.12.1904),
- Орден Святого Станислава 2-й степени с мечами (12.12.1905),
- Орден Святой Анны 4-й степени с надписью «За храбрость» (07.08.1906),
- Золотая сабля с надписью «За храбрость» (19.03.1907),
- Орден Святого Владимира 4-й степени с бантом за 25 лет службы в офицерских чинах (1910),
- Орден Святой Анны 2-й степени (14.04.1913),
- Мечи к ордену Святой Анны 2-й степени (11.01.1916),
- Орден Святого Владимира 3-й степени (10.04.1916).

Иностранные ордена:
- Японский орден Восходящего Солнца 5-й степени (1898),
- Французский орден Чёрной звезды, офицерский крест (1902),
- Греческий орден Спасителя, кавалерский крест (1903),
- Тунисский орден Нишан-Ифтикар, офицерский крест (1907),
- Французский орден Почётного легиона, офицерский крест (1908),
- Английский Королевский Викторианский орден 5-го класса (1908)[8],
- Английский Королевский Викторианский орден 4-го класса (1909)[9],
- Шведский орден Меча, командорский крест 2-го класса (1909),
- Французский орден Чёрной звезды, командорский крест (1909),
- Бухарский орден Золотой звезды 2-й степени (1909),
- Турецкий орден Меджидие 3-й степени (1910).